# صنعة برية

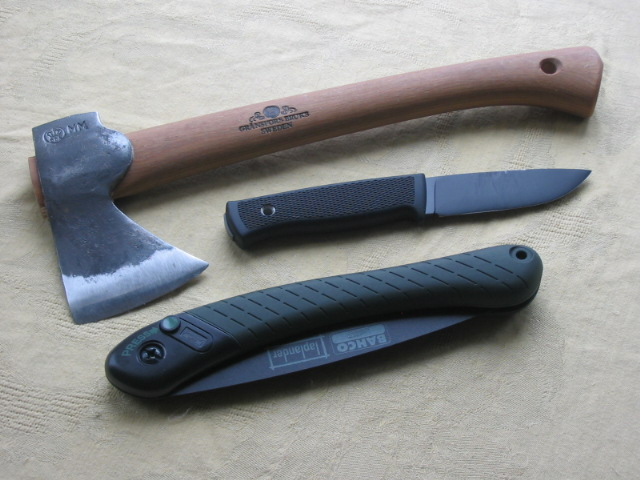
تعتبر الفأس والسكين وأحياناً المنشار أدوات أساسية للحياة البرية.

الصناعة البرية أو صناعة الأدغال هي استخدام وتطبيق المهارات للبقاء والازدهار في بيئة طبيعية. تشمل مهارات الصناعية البرية البحث عن الطعام، والصيد، وصيد الأسماك، وإشعال النار، وربط العقد. تُعدُّ صناعة الأخشاب مجموعة فرعية من صناعة الأدغال تركز على مهارات البقاء على قيد الحياة للاستخدام في البيئات الحرجية أو الغابات. أما الصناعة الميدانية فهي شكل عسكري أو تكتيكي من صناعة الأدغال.

## المهارات
توفر مهارات صناعة الأدغال الضروريات الأساسية لحياة الإنسان: الغذاء (من خلال البحث عن الطعام، والتتبع، والصيد، والفخاخ، وصيد الأسماك)، وتحديد مصادر المياه وتنقيتها، وبناء المساكن، وإشعال النار. يمكن استكمال ذلك بخبرة في صناعة الخيوط، والعقد والربط، ونحت الخشب، وإقامة المخيمات، والطب / الصحة، والملاحة الطبيعية، وصناعة الأدوات والأسلحة.
تشمل صناعة الأدغال مهارة استخدام الأدوات مثل سكاكين وفؤوس صناعة الأدغال. يمكن لصانع الأدغال الماهر استخدام هذه الأدوات لإنشاء أشياء مختلفة، من الزوارق المنحوتة إلى الملاجئ ذات الإطار المثلثي.
تُستخدم المساكن المصممة خصيصًا مثل الخيام بشكل شائع في البرية. يمكن أيضًا ارتجال الخيام من قطعة قماش مشمع كبيرة أو بطانية. تشمل الملاجئ الأصلية كهفًا ثلجيًا أو كوخًا من اللحاء. تشمل الملاجئ الطبيعية الكهوف، أو المساحة الموجودة أسفل شجرة، أو داخل الأحراش.
يُعدُّ ربط العقد مهارة مهمة في صناعة الأدغال. تشمل العقد شائعة الاستخدام عقدة الربط، عقدة الحلقة الثمانية، عقدة التثبيت المحسنة، عقدة القرنفل، وعقدة الفخ. يُشار أيضًا إلى عقدة الربط باسم العقدة المربعة. إنها جيدة لتجميع العناصر معًا لأنه يمكن للمرء شد الحبل خلال الجزء الأول من ربط العقدة. يُعدُّ ربط الضمادات معًا مثل حمالة استخدامًا شائعًا. تُشكِّل عقدة الحلقة الثمانية حلقة غير قابلة للانكماش. يمكن استخدامها في نهاية خيط الصيد لربط صنارة أو طعم. تُعدُّ هذه العقدة مفيدة أيضًا لحمل الأحمال أو لرفع أو سحب العناصر. غالبًا ما تُستخدم عقدة التثبيت المحسنة لربط صنارة بخيط أو لربط مرساة بحبل، أو لربط شيء بعمود أو شجرة. يمكن استخدام عقدة القرنفل عند إنشاء طوف أو لربط ملجأ بشجرة. تُستخدم بشكل شائع لبدء الربط، وربط شيء بآخر مثل إطار الملجأ. تُستخدم عقدة الفخ بشكل شائع للإمساك بالحيوانات. يتكون الفخ من حلقة متصلة بنقطة تثبيت مثل شجيرة. عندما يتحرك الحيوان عبر الحلقة، سينكمش الخيط حول رقبته.

## مؤيدون
ألَّف الكاتب الأسترالي المولود في أيرلندا ريتشارد جريفز كتيباته بعنوان "كتب صناعة الأدغال العشرة".
نشر مُدرِّب الحياة البرية الكندي مورس كوتشانسكي كتاب "صناعة الأدغال الشمالية" في عام 1981 وطبعة موسعة من الكتاب في عام 1988. ذكر في مناسبات عديدة أن عنوان الكتاب كان إشارة صريحة إلى عمل جريفز.
اكتسب المصطلح شعبية حديثة إلى حد كبير بفضل راي ميرز، وكودي لوندين، وليس هيدينز، وليس سترود، وديف كانتربري، ومورس كوتشانسكي وبرامجهم التلفزيونية.